# 런던 분산력
런던 분산력(London dispersion force, LDF)은 원자와 분자 간에 작용하는 힘의 일종이다. 반데르발스 힘의 특별한 경우로 나타나는 힘이다. LDF라는 이름은 독일계 미국인 물리학자 프리츠 론돈의 이름을 따서 붙여졌다.

## 같이 보기
- 분산계
- 반데르발스 힘